# Jacques-Nicolas Lemmens
Jacques-Nicolas (Jaak-Nicolaas) Lemmens (3 de enero de 1823 en Zoerle-Parwijs cerca de Westerlo, Bélgica – 30  de enero de  1881 en Zemst cerca de Mechelen), fue un músico, organista, pedagogo y compositor belga. Tuvo como alumnos a Alexandre Guilmant y Charles-Marie Widor. Es considerado uno de los mayores promotores de la música de Johann Sebastian Bach.

## Biografía
Jacques-Nicolas Lemmens nació el 3 de enero de 1823 en Zoerle-Parwijs, Westerlo. Siendo niño recibió sus primeras clases de música impartidas por su padre quién era organista, maestro de escuela y sacristán del pueblo. En 1839 Lemmens continuó su formación musical en el Conservatorio Real de Bruselas, donde recibió lecciones de piano de Léopold Godineau. Después de un año, se vio obligado a abandonar sus estudios superiores porque tuvo que sustituir a su padre como organista principal en Zoerle-Parwijs. Cuando poco después se desocupó el puesto de organista en la iglesia Saint Sulpitius en Diest, Lemmens también asumió el cargo. Sin embargo, después de quince meses reanudó sus estudios. François-Joseph Fétis fue su maestro y deseaba convertirlo en un músico capaz de renovar el arte del organista en Bélgica. Un año más tarde por recomendación de Fétis, viajó a Breslau (en ese entonces parte de Alemania) con el apoyo financiero de una beca belga para estudiar la tradición clásica del órgano alemán -tal como la transmitió Johann Sebastian Bach- con Adolf Hesse.
De regreso a Bélgica en 1847, su cantata Le Roi Lear ganó el segundo premio en el concurso por el Prix de Rome. Un año después publicó su primera pieza para órgano titulada Dix Improvisations dans le style sévère et chantant. En 1849, a la edad de 26 años, Lemmens fue nombrado profesor de órgano en el Conservatorio Real de Bruselas donde formó a numerosos jóvenes músicos, entre ellos dos franceses Alexandre Guilmant y Charles-Marie Widor. Ocupó este puesto hasta 1868, y durante este tiempo amplió el tamaño de la clase de órgano con estudiantes de Bélgica y del extranjero. Se dedicó a publicaciones sobre educación musical: en 1850 publicó su Nouveau Journal D’orgue, en donde recopiló música de iglesia y de órgano de estilo alemán. A partir de aquí desarrolló en 1862 un método para órgano, la Escuela de Órgano basada en el canto llano romano, que se extendió por toda Europa.
Durante 1852 dio recitales de órgano en las iglesias de San Vicente de Paúl, La Madeleine y San Eustaquio de París, donde sorprendió al público con su técnica. Particularmente notable fue su interpretación del pedalero, que se debió en gran parte a sus estudios de la música de Bach (en esa época las obras de órgano de Bach no eran en absoluto conocidas en Francia). Gracias a su serie de conciertos conoció al constructor de órganos Aristide Cavaillé-Coll. Como consecuencia de este nuevo contacto y el apoyo constante de Fétis, la carrera de Lemmens se aceleró. Cuando se casó con la soprano inglesa Helen Sherrington en 1857, su lugar de trabajo se trasladó a Inglaterra. En 1869 se trasladó definitivamente a Londres para centrarse en su carrera de concierto con su esposa. De esta manera alcanzó fama internacional como reconocido intérprete de Bach.

### Últimos años y muerte
En 1878, el episcopado belga pidió a Lemmens que regresara a Bélgica, con el encargo explícito de fundar una escuela de música eclesiástica. Como resultado, se convirtió en el primer director de la Escuela Belga de Música Religiosa en Malinas en agosto de ese año, que más tarde se trasladó a Lovaina y hoy se conoce como Instituto Lemmens (Escuela de Artes LUCA, campus de Lemmens). Esta institución formaba y educaba a organistas, directores de coro y cantores de todos los niveles. Lemmens sólo tuvo dos años para construir su escuela, ya que murió el 30 de enero de 1881.

## Composiciones
- Dix Improvisations dans le style sévère et chantant (1848)
- École d'Orgue, basée sur le plain-chant romain (Orgelschule, 1862), incl.:
  - Prélude à 5  (Grave) in E-flat major
  - Prière (Moderato cantabile) in E major
  - Fanfare (Allegro non troppo) in D major
  - Cantabile (Allegretto) in B minor
  - Final (Allegro) in D major
- Four organ pieces in free style : Allegretto in B flat, Christmas-Offertorium, Fantasia in A minor, Grand Fantasia (The Storm) in E minor (1866)
- Trois Sonatas (1874):
  - Sonate Nr. 1 "Pontificale" in D minor 
    - 1. Allegro moderato
    - 2. Adagio
    - 3. Marche Pontificale (Maestoso)
    - 4. Fuga (Fanfare)

  - Sonate Nr. 2 "O Filii" in E minor 
    - 1. Prélude (Allegro non troppo)
    - 2. Cantabile (Andante)
    - 3. Fuga (Allegro con fuoco)

  - Sonate Nr. 3 "Pascale" in A minor 
    - 1. Allegro
    - 2. Adoration (Andante sostenuto)
    - 3. Finale "Alleluia" (Maestoso recitando - Allegro)